# Смуги Свона

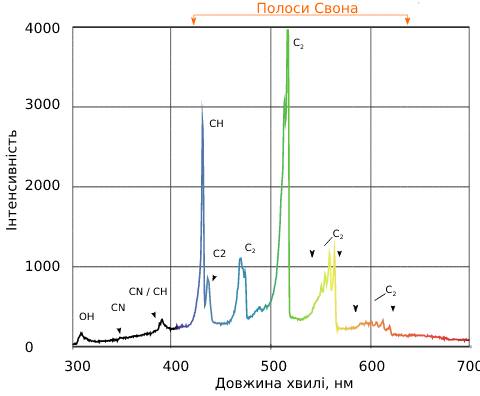
Спектр блакитного полум’я від бутанового факела показує збуджене випромінювання молекулярних радикалів і смуги Свана.

Смуги Свона є характеристикою спектрів вуглецевих зір, комет і вуглеводневого палива. Вони названі на честь шотландського фізика Вільяма Свона, який вперше дослідив спектральний аналіз двоатомного радикалу вуглецю (C2) у 1856 році.
Смуги Свона складаються з кількох послідовностей вібраційних смуг, розсіяних по всьому видимому спектру.

## Дивись також
- Спектроскопія